# 平滋子
平 滋子（たいら の じし／しげこ、1142年〈康治元年〉- 1176年8月14日〈安元2年7月8日〉）は、日本の第77代天皇・後白河天皇の女御、皇太后。女院。高倉天皇の母（国母）。院号は建春門院（けんしゅんもんいん）。
後白河天皇の譲位後の妃。桓武平氏高棟流、いわゆる堂上平氏の生まれ。父は兵部権大輔・平時信（贈左大臣）、母は中納言・藤原顕頼の娘、祐子（すけこ）。兄弟に時忠・親宗、姉妹に二位尼時子（平清盛継室）・冷泉局（建春門院女房）・清子（宗盛の室）・坊門殿（重盛の室、維盛母の可能性あり）・藤原親隆の室（権少僧都・全真の母）・帥局（建礼門院女房）がいる。

## 生涯
康治元年（1142年）に生まれ、幼少時は若狭局に養育される。父は鳥羽法皇の近臣であり、滋子も法皇の娘・上西門院（後白河上皇の同母姉）に女房として仕えた。兄・時忠の官職が右少弁であったことから、候名を小弁（こべん）と称した。その美貌と聡明さが後白河院の目に留まり、寵愛を受けるようになる。応保元年（1161年）4月、院御所・法住寺殿が完成すると滋子は、後白河院や皇后・忻子と共に入御して「東の御方」と呼ばれるようになる。身分の低さのために女御にはなれなかったが、後白河院の寵愛の深さは他の妃と比較にならなかった。
9月3日、滋子は後白河院の第七皇子（憲仁）を出産する。後白河院は35歳、滋子は20歳だった。この頃、政治の主導権を巡って後白河院と二条天皇は激しく対立していたため、その出生には「世上嗷々の説」、つまり不満や批判があったという。同月には平時忠らによる憲仁立太子の陰謀が発覚したため、二条帝はただちに平時忠・平教盛・藤原成親・坊門信隆らを解官して、後白河院の政治介入を停止する措置をとった。翌年、平時忠・源資賢が二条帝を呪詛した罪で配流される。この事件により、憲仁の立太子のみならず親王宣下さえも絶望的なものとなった。しかし二条帝の乳母が滋子の姉・時子であったことが幸いして、滋子自身に直接の圧迫が加えられることはなかった。
永万元年（1165年）7月、二条帝が崩御したことで後白河院は政治活動を再開し、12月には念願だった憲仁への親王宣下を行った。翌仁安元年（1166年）、六条天皇を後見していた摂政・近衛基実が死去すると平清盛を自派に引き入れて、10月10日、憲仁親王の立太子を実現させた。儀式は東三条院にて挙行され、滋子は生母として従三位に叙せられた。翌年正月には女御となり、家司と職事には教盛・宗盛・知盛・信範ら平氏一門が任じられた。
後白河院は9月に、滋子を伴って熊野参詣を行った。これは、後白河院の母・待賢門院が白河法皇・鳥羽上皇に従って参詣した先例にならったものだった。滋子の熊野参詣はこの時を含めて、記録上4回確認できる。『平家物語』（長門本）には、熊野本宮で滋子が「胡飲酒」を舞っていたところ突然大雨が降ったが、いささかもたじろがずに舞を続けたという逸話がみえる。滋子の信念の強さ、気丈な性格を表したものといえる。実際に滋子は神仏に対する信仰が厚く、特に日吉神社と平野神社には頻繁に参詣した。平野神社は平氏の祖・桓武天皇ゆかりの神社である。
仁安3年（1168年）2月、後白河院は当初の予定通りに六条天皇を譲位させ、憲仁親王が践祚した（高倉天皇）。3月14日、後白河院は皇太后・藤原呈子に九条院の女院号を与え、20日にはこれで空いた皇太后に滋子を立てた。皇太后宮大夫には、大納言・久我雅通、権大夫には右近衛中将・平宗盛、亮には藤原定隆が補された。6月、高倉帝は外祖父・平時信に正一位左大臣を、外祖母・藤原祐子に正一位を追贈した。8月、高倉帝は法住寺殿に行幸し、寝殿において滋子に拝礼した。以前、上西門院に仕えて同僚だった女房に「この御めでたさをはいかがおぼしめす（このめでたさをどう思われますか）」と尋ねられると、滋子は「さきの世の事なれば何とも覚えず（前世の行いによるものなので何とも思っていない）」と答えたという。
嘉応元年（1169年）4月12日、滋子は女院に立てられ建春門院の院号を宣下される。
院司は花山院忠雅・平時忠・平宗盛・平親宗・平時家など平氏一門とその縁戚が多く任じられた。特に太政大臣の忠雅が女院別当に補されたのは極めて異例のことだった。一方で、滋子に仕える女房は上西門院からの異動が見られ、家司も後白河院の近臣が兼任するなど、三者の家政機関の職員はかなり重複していた。滋子は後白河院が不在の折には、除目や政事について奏聞を受けるなど家長の代行機能の役目も果たすことになる。「大方の世の政事を始め、はかなき程の事まで御心にまかせぬ事なし（政治の上でのどんな些細なことでも女院の思いのままにならないことはなかった）」とまで評された政治的発言力により、自身に近い人々である信範（叔父）、宗盛（猶子）、時忠・親宗（兄弟）の昇進を後押しした（ただし、嘉応の強訴では時忠・信範が解官、配流されていることから、その発言力も後白河院を押さえるほどのものではなかったと考えられる）。また、ここで注意しなければならないのは、滋子の立場は堂上平氏出身者の后妃として後白河院を支える立場を一貫して貫き通すものであり、武門平氏――中でも義理の兄である平清盛の政権運営に滋子が関わることはほとんどなく、滋子の姉である時子の血を引かない清盛の嫡男平重盛とはほとんどつながりを持つことは無かった。
嘉応3年（1171年）正月、前年の殿下乗合事件により延期されていた高倉天皇元服の儀式が、滋子の前で執り行われた。装束の奉仕は、藤原邦綱・平宗盛・平親宗など滋子に近い人々が勤めた。10月、滋子は後白河院と共に福原を訪れて、清盛の歓待を受ける。この時に清盛の娘・徳子の高倉帝への入内が合意に達したと推測される。12月14日、徳子が法住寺殿に参上し着裳の儀を挙げ、滋子は徳子の腰紐を結んだ。徳子はその晩に入内して女御となり、翌年2月に中宮となった。承安3年（1173年）4月12日、滋子の就寝していた法住寺・萱御所が火災に遭い、滋子は女房の健寿女や親宗の先導により避難した。今熊野社に参籠中だった後白河院は、滋子の身を案じてただちに御所に戻っている。
10月、時忠が責任者となって法住寺殿内に造営していた、滋子御願の御堂・最勝光院が完成した。それは「土木之壮麗、荘厳之華美、天下第一之仏閣也」、「今度事、華麗過差、已超先例」といわれるほど大規模なものだった。最勝光院には莫大な荘園が寄進されて威信が示される一方、諸国には造営のため重い賦課が課せられたという訴えが相次いだという。承安4年（1174年）3月16日、滋子は後白河院と共に厳島に御幸した。平氏一門からは宗盛・知盛・重衡らが、院近臣からは源資賢・藤原光能・平康頼・西光などが供奉した。天皇もしくは院が后妃を連れて海路遠方へ旅行することは前代未聞であり、吉田経房は「已無先規、希代事歟、風波路非無其難、上下雖奇驚、不及是非」と呆れ果てた。
安元2年（1176年）3月4日から6日にかけて、後白河院の50歳の賀のために法住寺殿において盛大な式典が催された。後白河院・滋子・高倉帝・徳子・上西門院・平氏一門・公卿が勢揃いしたこの式典は、平氏の繁栄の絶頂を示すものとなった。儀式の終わった3月9日、後白河院と滋子は摂津国・有馬温泉に御幸する。帰ってまもない6月8日、滋子は突然の病に倒れる。病名は二禁（にきみ、腫れ物）だった。後白河院は病床で看護や加持に力を尽くすが、病状は悪化する一方だった。23日、高倉帝は母の見舞いを熱望するが、前大相国が天皇自身の二禁がひどくなると強く反対して押し止めたという。7月8日、滋子は看護の甲斐もなく35歳で崩御した。
滋子の崩御は政情に大きな波紋を呼び起こした。元々後白河院と清盛は高倉天皇の擁立という点で利害が一致していただけで、平氏一門と院近臣の間には官位の昇進や知行国・荘園の獲得などを巡り、鋭い対立関係が存在した。その衝突を抑止して調整役を果たしていたのが、滋子と堂上平氏だった。高倉天皇即位によって成立した後白河院政は、武門平氏・堂上平氏・院近臣という互いに利害を異にする各勢力の連合政権といえる形態をとっていたため、滋子の死により、今まで隠されていた対立が一気に表面化することになった。滋子の死からわずか1年後に鹿ケ谷の陰謀が起こり、後白河院と清盛の提携は崩壊する。滋子の死は一つの時代の終わりであると同時に、平氏滅亡への序曲ともなった。
こうして武門平氏は滅亡するが、皇統は滋子の産んだ高倉天皇の系統に受け継がれ、また堂上平氏も「日記の家」として朝廷内に留まったのである。

## 人柄
滋子の素顔は、藤原定家の同母姉・健寿女が日記『たまきはる（建春門院中納言日記）』に書き記している。健寿女が滋子の女房として仕えるようになったのは12歳の頃で、滋子は皇太后になったばかりだった。『たまきはる』には「あなうつくし、世にはさはかかる人のおはしましけるか（なんと美しい、この世にはこのような人もいらしたのか）」と記されている。滋子の美貌は『建礼門院右京大夫集』でも、「言ふ方なくめでたく、若くもおはします（言葉にできぬほど美しく、若々しい）」と絶賛している。
滋子はその美貌を頼むだけでなく、「大方の御心掟など、まことにたぐひ少なくやおはしましけん（心構えが実に比類なくていらした）」とあるように、万事につけてしっかりとして几帳面な性格で、女房が退屈しないよう気配りを怠らず、いつ後白河や高倉が来ても良いように絶えず威儀を正し、後白河が御所にいる時はいつも同殿して食事を共にとった。その様子は「御所の御しつらひ、人々の姿まで、ことにかがやくばかり見えし（御所の調度から女房の姿まで、輝くようだった）」と記されている。
滋子は自戒の意を込めて「女はただ心から、ともかくもなるべき物なり。親の思ひ掟て、人のもてなすにもよらじ。我心をつつしみて、身を思ひくたさねば、おのづから身に過ぐる幸ひもある物ぞ（女は心がけしだいでどうにでもなるもの。親や周囲のせいではない。自分の心をしっかりもって我が身を粗末にしなければ、自然と身に余る幸運もある）」と折に触れて語っていたという。
なお『平家物語』では彼女が嫉妬したために以仁王は親王宣下を受けられず、平氏への憎悪を増したということになっているが、これは「因果応報」を主題とする『平家物語』の方便であって、必ずしも史実に即した解釈とはいえない。